# Wilayat Faqih
Wilayat Faqih (en árabe: ولاية الفقيه, El gobierno del jurista) es una teoría islámica chiita de Ruholá Jomeini sobre el establecimiento de un gobierno islámico en la ausencia de Al-Mahdi. Según esta, el líder del gobierno debe ser un experto que conozca los mandatos de Dios con un poder suficiente para solucionar los problemas de la comunidad. Esta persona es la conocida como Wali Faqih.
El Wali Faqih tiene poder para dar Fetuas (dictámenes), juzgar, recoger el Jums y el zakat y supervisar los problemas de la gente en la comunidad a través de los consejos divinos.

## Concepto
El gobierno (wilayat) del faqih es extrínseco a su persona (i’tibasi), lo ejerce en virtud de que posee el atributo de faqih justo.
El gobierno del faqih es una cuestión racional y extrínseca, existe solamente como una clase de elección: como la elección de un tutor para un menor, para el gobierno de la provincia o para cualquier otro cargo.
Según el pensamiento de Jomeini, la autoridad y la tutela de un sabio y científico religioso en la Era de Ocultación se llama Wilayat Faqih.
En la época de ocultación mayor, la comunidad del ser humano en las áreas diferentes como, gobierno, juicio, conocimiento del Islam se ha sido privado de la presencia de Imam, un Faqih legítimo que puede dar Fitwa (Dictamen), construye un gobierno según los mandatos divinos.
Wilayat Faqih, francamente es una delegación general de parte de Imam, y significa la tutela de la gente en la época de oculta.

## Wilayah
El Wilayah (dirección espiritual de los Imames) es intrínseco a sus personas, no así en los fuqaha. Más aún, su alcance no se limita al hombre, sino que abarca al conjunto de la creación. Aquellos, ejercitan un Gobierno Cósmico (Wilayat-i Takvivi), ejercido en parte mediante milagros. Esta forma de Wilayah es común a los Imames y a la mayoría de los profetas, que ejercieron funciones de gobierno, al tiempo que propagaban el Mensaje Divino. La afirmación de que nadie puede alcanzar el estatus espiritual de los Imames, ni siquiera los querubines o los profetas, significa, en sentido estricto, que los Imames son superiores en rango espiritual a aquellos profetas cuya misión carecía de la dimensión del liderazgo en el gobierno. Sobre los diferentes tipos de Wilayah.

## Faqih
Faqih es un sabio en los principios y ordenanzas de la ley islámica, o, más generalmente, en todos los aspectos de la fe.
Es un principio establecido que el faqih tiene autoridad sobre el gobernante. Si el gobernante sigue el islam, debe necesariamente someterse a la autoridad del faqih, preguntándole sobre las leyes y regulaciones del Islam, para aplicarlas. Siendo así, los verdaderos gobernantes son los fuqaha75 mismos y el gobierno debe ser de ellos oficialmente, para que ellos puedan ejercerlo, no de aquellos que están obligados a seguir la guía de los fuqaha a causa de su propia ignorancia de la ley.
La autoridad que el Profeta de Dios y el Imam tenían para establecer un gobierno, ejecutar leyes y administrar asuntos, existe también para el faqih.
Excepto que los fuqaha no tienen en absoluto autoridad para designar o destituir al resto de los fuqaha de su tiempo.

## Historia
"Limitad Tutela del jurista islámico" se conoce desde Sheikh Mofid , Cuando Iytihad entre chiitas surgió en CE siglo X (AH siglo cuarto). Sobre la base de estos juristas han juzgado y tomar Jums .
Absoluta Wilayat faqih fue probablemente introdujo por primera vez en el Fiqih de Jafari en el famoso libro de texto Javaher-ol-Kalaam (جواهر الکلام). Más tarde, el ayatolá Molla Mohammad Mahdi Naraqi de Irán publicó un artículo defendiendo un nivel modesto de acciones políticas de los líderes islámicos - limitado Wilayat faqih.
En la época de la Revolución iraní Constitucional (انقلاب مشروطه), el ayatolá Fazlollah Nouri personalizar esta teoría para que coincida con el Majlis iraní de Consejo Nacional, que fue retirado cuando fue ejecutado por los que se oponen a su idea de un gobierno islámico. Sin embargo, una extensa "tutela" se les dio a los clérigos.
Ayatolá Jomeini en 1970 dio una serie de conferencias que se convirtió en un libro gobierno islámico (Wilayat faqih) argumentando que la monarquía no era islámico. En un estado islámico verdadero esos puestos gubernamentales que sostienen, debe tener suficiente conocimiento de la Sharia (Ley Divino), y gobernante del país debe ser un faqih que "supera todos los demás en el conocimiento" de la ley islámica y la justicia- conocido como un Marja` - así como tener la inteligencia y la capacidad administrativa.
Esta teoría se puso en marcha como parte de la Revolución Islámica de Irán . Pero en general, antes de eso, en el momento del ayatolá Naraqi fue producido y se introdujo en la ley real de Irán permitiendo ayatolás iraníes para asegurarse de que las leyes islámicas tuvieron impacto en las leyes generales del primer Irán. 
Sheij Morteza Ansari, es de los primeros científicos que ha hablado sobre el tema político de Wiliayat Faqih. Él explica tres propiedad de un Wali Faqih que son: Fatva, Juzgar y político.
Chardin, el comerciante y escritor francés, en época del segundo Shah Abbas, unos años vivía en Irán, en estos años él escribía un libro para que los franceses conozcan más los iraníes. En un parte de su libro con título “pensamientos de los iraníes sobre el derecho de gobierno” él dice:
"Los musulmanes iraníes en asunto de sustitución de Imam oculto son dos gorupos, algunos de los científicos religiosos (Fuqaha) creen que en el tiempo de ocultación de Imam, un  Mujtahid (Quien se esfuerza de reflexionar, complementario al Corán y la Sunnah (los dichos y tratamientos del profeta y los Imames) para conocimiento de las ciencias religiosas y por la virtud de sus cualidades morales) tiene que administrar los asuntos religiosos, sociales y gobiernista . Y el Mujtahid no debe hacer pecado y tiene que estar en el nivel más alto del conocimiento de Islam y las necesidades del ser humano. Pero el otro grupo cree que en el tiempo de ocultación de Imam, no es necesario a construir un gobierno hasta el tiempo que venga Imam oculto."

## Necesidad de Wilayat Faqih
Según el pensamiento chiita, la presencia de la religión en la sociedad tiene relación directa a un gobierno islámico. La necesidad de gobierno islámico es, según los que desarrollaron esta teoría, más allá del gobierno de un infalible.
Según pensamiento los científicos religiosos, los mandatos de Dios son unos programas para la vida del ser humano. Y solo un Faqih puede entender la verdad de los dichos del Dios y los dichos del Profeta y los Imames, porque ellos son los más sabios en la ocultación del Mahdi. Y ellos son los mejores delegados para liderazgo la comunidad según la mayoría de chiitas.

## Argumento
La base doctrinal de la tutela de los Juristas viene en parte del hadiz donde Mahoma se le atribuye haber dicho "los Fuqaha son los herederos de los profetas"(en árabe: العلماء ورثة الأنبياء ).
Desde el punto de vista de chiita, Wilayah solo es para Dios todopoderoso y Dios ha dado el Wilayah al profeta del Islam y los Imames y en la época de oculta mayor. Para los creyentes en la teoría de Wilayat Faqih, la Wilayah se ha dado a un Faqih legítimo por los Imames.